# يان تي بالدوين
يان تي بالدوين (بالإنجليزية: Ian T. Baldwin)‏ هو عالم بيئة وعالم أحياء وأستاذ جامعي أمريكي، ولد في 27 يونيو 1958 في آن آربر في الولايات المتحدة.